# Kenneth O. Preston

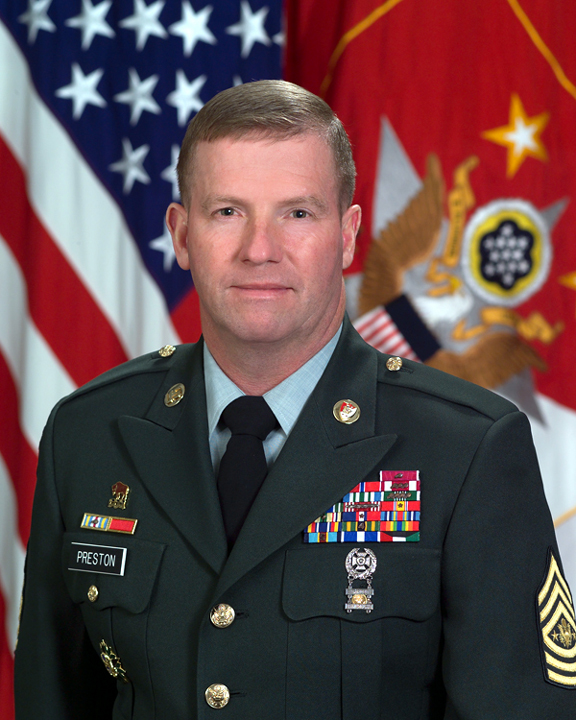
Sergeant Major of the Army Kenneth O. Preston

Kenneth O. Preston (* 18. Februar 1957 in Mount Savage, Maryland) ist Unteroffizier der United States Army. Vom 15. Januar 2004 bis 28. Februar 2011 war er der 13. Sergeant Major of the Army und damit Vorgesetzter des Unteroffizierkorps und Angehöriger des Stabes des Chief of Staff of the Army. 
Kenneth Preston trat am 30. Juni 1975 in die Army ein und absolvierte seine Grundausbildung in Fort Knox, Kentucky. Während seiner Laufbahn war er an mehreren Standorten in den Vereinigten Staaten sowie in Deutschland stationiert, unter anderem in der Verwendung als Panzerkommandant. Als Command Sergeant Major für die Combined Joint Task Force 7 diente er auch in Bagdad, Irak.
Neben zahlreichen anderen Auszeichnungen, darunter mehrere Einsatzmedaillen, ist Preston Träger des Bronze Star sowie des Legion of Merit mit bronzenem Eichenlaub.